# العضو المنتخب (رواية)
العضو المنتخب (بالإنجليزية: The Elected Member)‏ هي رواية للكاتبة البريطانية برنيس روبنز، نشرت عام 1969، عن دار نشر آير آند سبوتيسوود. 
فازت بجائزة بوكر عام 1970.